# Miamiensis avidus

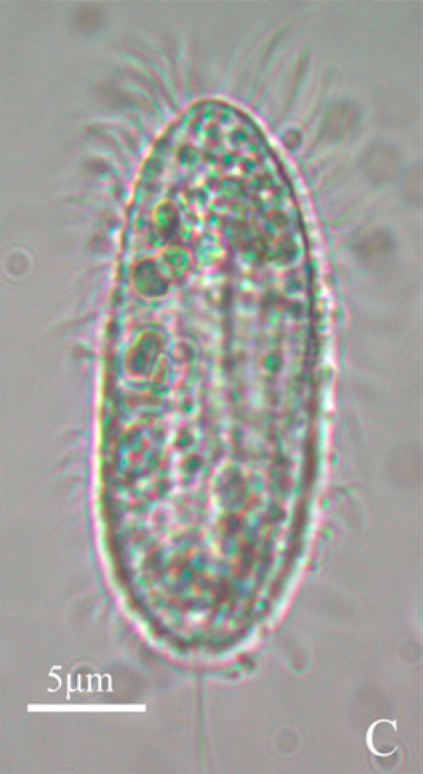
LM-Aufnahme von M. avidus shaceng1 aus einer Laborkultur

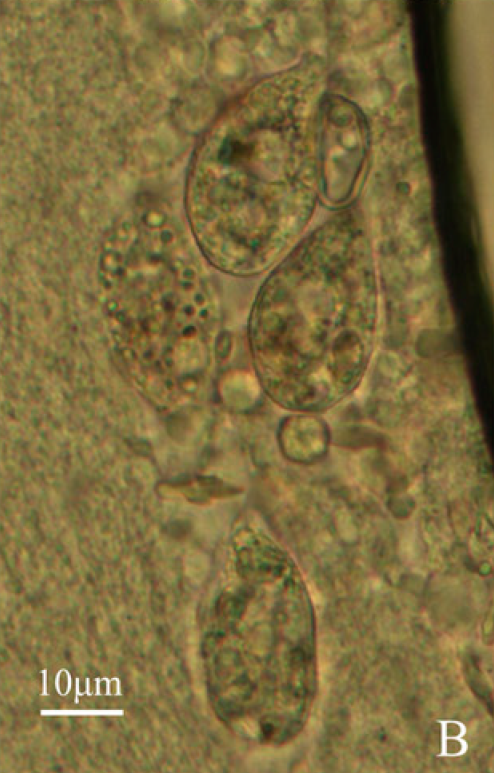
LM-Aufnahme von M. avidus shaceng1/xiapu1, Nasspräparat einer Hautprobe von erkranktem Larimichthys crocea

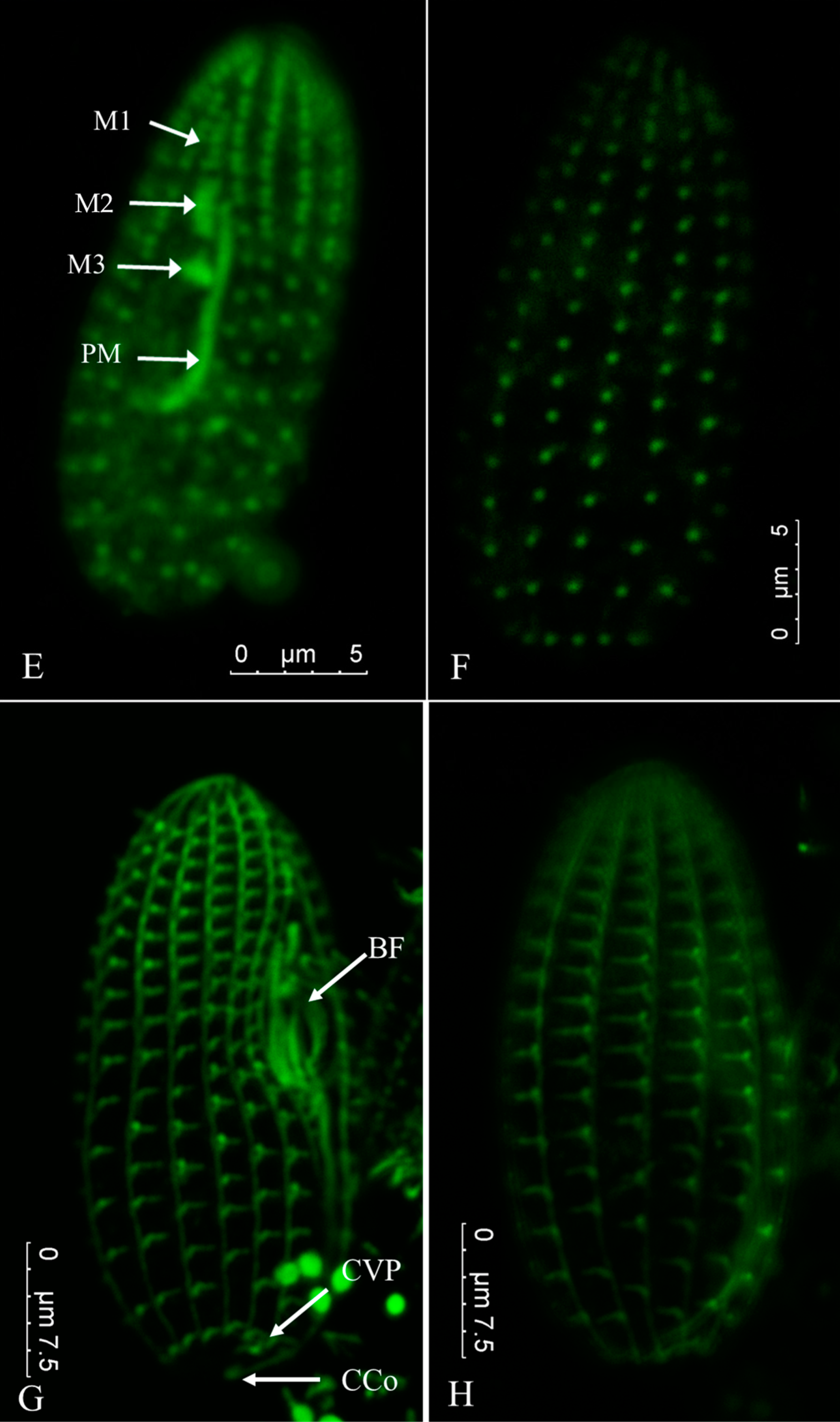
IF-Aufnahmen, die Morphologie von M. avidus zeigend.
M1–M3: Membranellen,
PM: Paroralmembran,
BF: Buccalhöhle um den Zellmund,
CVP: Pore einer kontraktilen Vakuole,
CCo: Komplex des kaudalen (schwanzartigen) Ziliums.

Miamiensis avidus ist eine Art (Biologie) einzelliger mariner Wimpertierchen, die eine ganze Reihe verschiedener Fischarten parasitiert. Die Art gehört der Gruppe (Unterklasse) Scuticociliatia –
die bei Tieren durch parasitäre Vertreter dieser Gruppe hervorgerufene Krankheiten werden allgemein als Scuticociliose (englisch scuticociliatosis) bezeichnet. Unter diesen gilt Miamiensis avidus als wirtschaftlich bedeutsamer Erreger der Scuticociliose bei Zuchtfischen.
M. avidus wird insbesondere auch für das (Knochen-)Fisch- und Haifischsterben 2017 in der Bucht von San Francisco verantwortlich gemacht.

## Beschreibung

### Morphologie
Die Zellen von M. avidus sind oval mit einem relativ spitzen vorderen Ende und einer kontraktilen Vakuole am abgerundeten hinteren Ende der Zelle.
Die Zellen weisen mehrere Kinetien (Reihen von Cilien) entlang der Hauptachse des Zellkörpers auf, sowie ein einzelnes kaudales (schwanzartiges) Cilium.
Die Beschreibungen variieren in Bezug auf die Anzahl der Kinetien pro Zelle und reichen von 10 bis zu 14.
Jede Zelle besitzt einen Makronukleus und einen Mikronukleus.
Die ursprüngliche Beschreibung von 1964 betonte die Bedeutung der Morphologie der Buccalhöhle (Strukturen um den Zellmund) und insbesondere der spezialisierten oralen Cilien für die Unterscheidung zwischen verwandten Wimpertierchen.
Die Beschreibungen dieser Merkmale unterscheiden sich geringfügig voneinander, so dass ihnen evtl. M. avidus selbst und eng verwandte Arten zugrunde liegen könnten.

### Lebenszyklus
Der Lebenszyklus von M. avidus umfasst wie beschrieben mindestens drei Stadien:
1. das Mikrostom: Ernährung hauptsächlich von Bakterien;
2. das Makrostom: gefräßiges Stadium mit größerer Mundhöhle, Ernährung hauptsächlich vom Wirtsgewebe oder anderen Protozoen;
3. das Tomit: hunger-induziertes kleineres Ausbreitungsstadium ohne Ernährung, kleineres Ausbreitungsstadium.

Die komplizierte Abfolge der morphologischen Mikrostom-Makrostom-Transformation von M. avidus wurde 1993 von Eduardo Gómez-Saladín und Eugene B. Small beschrieben.

## Ökologische Signifikanz
Die Mitglieder der Scuticociliatia sind Einzeller, die gewöhnlich frei in marinen Umgebungen leben, aber auch als opportunistische oder fakultative Parasiten auftreten können.
M. avidus infiziert ein breites Spektrum von Teleostei (Echten Knochenfischen, z. B. Seepferdchen) sowie andere Meeresorganismen wie Haie und Krebstiere.
Die Spezies ist einer der am besten charakterisierten Vertreter der Gruppe der Scuticociliatia, die bekannterweise bei Fischen die sog. Scuticociliose (englisch scuticociliatosis) verursachen, bei der die histophagen (gewebefressenden) Wimpertierchen Zellen des Bluts, der Haut und schließlich der inneren Organe ihrer Wirte konsumieren.
Die Krankheit hat eine besonders hohe Sterblichkeitsrate bei Plattfischen, was möglicherweise auf ihre bodennahe Lebensweise, die auch häufigen Hautkontakt zwischen den Individuen bedingt, zurückzuführen ist.
In einer Vergleichsstudie breiteten sich Infektionen mit M. avidus innerhalb der Wirtsfische weiter aus und hatten eine deutlich höhere Sterblichkeitsrate als mit anderen ähnlichen Scuticociliatia.
Durch M. avidus verursachte Infektionen wurden sowohl in Wildfischpopulationen als auch in Aquakultur beschrieben (was diese Spezies zu einem wirtschaftlich bedeutsamen Krankheitserreger macht).

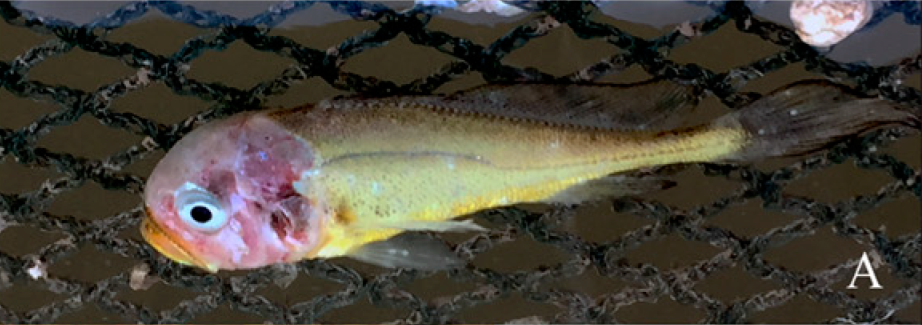
An Scuticociliose erkrankter Jungfisch von Larimichthys crocea, als Pathogen wurde M. avidus ausgemacht (Stämme shaceng1 und xiapu1).

M. avidus wird für einen weithin berichteten Ausbruch der Scuticociliose im Jahr 2017 an der Küste Nordkaliforniens und in der Bucht von San Francisco verantwortlich gemacht, bei dem Tausende von toten Fischen und Leopardenhaien in dieser Bucht gefunden wurden.
2016 wurde das Isolat M. avidus 20151209-01 bei Infektionen von Sepia pharaonis (englisch pharaoh cuttlefish, Gattung: Sepien) nachgewiesen,
Stamm SJF-03B bei Paralichthys olivaceus (englisch olive flounder, Scheinbutte).
2024 wurde M. avidus (Stämme shaceng1 und xiapu1) als Auslöser der Scuticociliose bei Larimichthys crocea (englisch large yellow croaker, Umberfische) in der chinesischen Provinz Fujian (Shaceng Bay, Fuding und Sandu Bay, Ningde) identifiziert.
Es ist unklar, was die Transformation freilebender M. avidus dazu veranlasst, eine Infektion auszulösen;
experimentelle Infektionen unter Laborbedingungen haben hinsichtlich des Infektionsmechanismus noch zu keinen einheitlichen Ergebnissen geführt. Die Ergebnisse unter verschiedenen Bedingungen und mit verschiedenen Wirtsarten variieren darin, ob freilebende Wimperntierchen gesunde Fische infizieren können oder ob sie eine abgescheuerte oder beschädigte Hautoberfläche benötigen.
Infektiösen Parasiten exprimieren häufig Protease-Enzyme, die das Wirtsgewebe schädigen; es wird angenommen, dass sie auch bei M. avidus eine Rolle spielen.
Bereits seit längerer Zeit ist bekannt, dass die Transformation bei M. avidus durch einen von der Beute stammenden löslichen Faktor ausgelöst wird, dessen genaue Identität allerdings noch unbekannt ist.

## Kultivierung
Stamm M. avidus shaceng1 konnte, wie 2024 berichtet, kultiviert werden, indem er mit Bakterien des Stamms Escherichia coli DH5α gefüttert wurde. Während der testweisen Infektion von Larimichthys crocea mit diesem Stamm wurde diese Fütterung eingestellt.

## Systematik
Die Art Miamiensis avidus ist ein Mitglied der Scuticociliatia genannten Gruppe (Unterklasse) von Wimpertierchen, die 1964 erstmals beschrieben wurde.
Diese wurde bei einer Studie entdeckt, die ursprünglich der Erforschung von Viren bei Meeressäugetieren diente, und wurde aus den Körpern von Seepferdchen von Gewässern in der Nähe von Miami (Florida) isoliert.
Die Scuticociliatia-Art Philasterides dicentrarchi (einen ähnliches Wimpertierchen und infektiöser Parasit bei Wolfsbarschen im Mittelmeer) wurde zeitweilig (2007–2017) als Juniorsynonym (jüngeres Synonym) von Miamiensis avidus angesehen, oder zumindest als nahe verwandt.
Jüngere physiologische und molekulare Studien haben jedoch gezeigt, dass P. dicentrarchi und M. avidus Stamm Ma/2 (alias ATCC 50180) unterschiedliche Arten sind,
und M. avidus (Isolat PC-U1) der Familie Uronematidae näher steht, Philasterides armatalis (Stamm GF2008062601) aber der Gattung Philaster.
Die molekulare Phylogenie der Scuticociliatia ist ein aktives Forschungsgebiet.
Äußere Systematik: Mitglieder der Gattung Miamiensis mit Stand 24. Oktober 2024:
Gattung Miamiensis Thompson & Moewus, 1964(e,N,O,T,W)
- Spezies Miamiensis avidus Thompson & Moewus, 1964(e,N,O,T,W) [Miamiensis sp. WS-2012(N) und Paralichthys olivaceus scuticociliate SJJ-2004(N)]
– Typusart(T)[2]
  - Referenzstamm Ma/2 (alias ATCC 50180)[7]
- Stamm SJF-03B[11]
  - Stämme shaceng1 und xiapu1[11]
  - Isolat 20151209-01[12][11]
  - Isolat PC-U1[19]
- Spezies Miamiensis blitzae(T)
- Spezies Miamiensis sp. 2 PJS-2009(N) [Paralichthys olivaceus scuticociliate SJJ-2004(N)]

Anmerkungen:
(e)G– Encyclopedia of Life (eoL)
(N)G– National Center for Biotechnology Information (NCBI) Taxonomy Browser
(O)G– Ocean Biogeographic Information System (OBIS)
(T)G– The Taxonomicon (taxonomy.nl)
(W)L– World Register of Marine Species (WoRMS)

## Etymologie
Der Name der Gattung verweist auf die Universität von Miami, wo die ersten Studien über dieses Wimpertierchen durchgeführt wurden, und das Art-Epitheton ‚avidus‘ bezieht sich auf seine „gierigen Fressgewohnheiten“.